# Coronella austriaca
Il colubro liscio (Coronella austriaca Laurenti, 1768) è un serpente non velenoso della famiglia dei colubridi. Il colubro liscio solitamente non supera i 75 cm. 

## Habitat
Vive in Europa centrale e del nord, e ad est fino alle regioni nordiche dell'Iran.
In Italia è presente in tutte le regioni tranne in Sardegna, più frequentemente nei boschi o nelle aree di golena e nei terreni sassosi. A fine estate (nel mese di settembre, generalmente),cerca un rifugio in cui svernare. Essendo di corporatura sottile, si intrufola attraverso qualsiasi pertugio. Si trova dal livello del mare fino a oltre 1800 m s.l.m. predilige muri a secco o zone pietrose di pascolo e ambienti piuttosto asciutti, dove trova più facilmente le proprie prede lucertole e orbettini.

## Comportamento
È un rettile schivo e si muove lentamente e silenziosamente, grazie a questo comportamento, riesce a non farsi notare dai predatori. Se avvista un predatore si immobilizza cercando di mimetizzarsi il più possibile. Nel caso venga minacciato assume la tipica posizione a S alzando la testa, appiattendola per assomigliare ad una vipera e soffiando. 

## Anatomia
Il corpo è a sezione cilindrica, la testa poco più grande. Gli occhi piccoli hanno colorazione variabile e pupilla rotonda. La colorazione del corpo varia da bruna, bruno-rossiccia e grigia con macchie scure sparse sul dorso, questo tipo di colorazione gli fornisce un ottimo sistema mimetico. Carattere distintivo è la fascia nera che dal collo arriva fino alle narici passando per gli occhi.

## Alimentazione
Questo serpente si nutre di micromammiferi (topi, arvicole e toporagni) ma le sue prede principali sono rettili più piccoli come lucertole e orbettini.

## Riproduzione
La femmina partorisce da 2 a 15 piccoli per volta.